# Пищальниково (Пермский край)
Пищальниково — деревня в Пермском районе Пермского края. Входит в состав Култаевского сельского поселения.

## Географическое положение
Расположена на берегу реки Кама, примерно в 7,5 км к северо-западу от административного центра поселения, села Култаево.

## Население
| 2010 |
| ---- |
| 116  |

## Улицы
- Береговой пер.
- Веселая ул.
- Зеленая ул.
- Набережная ул.
- Речная ул.
- Светлая ул.

## Топографические карты
- Лист карты O-40-76 Юго-камский. Масштаб: 1 : 100 000. Состояние местности на 1983 год. Издание 1984 г.